# Neuenkirchen (ved Greifswald)
 For alternative betydninger, se Neuenkirchen. (Se også artikler, som begynder med Neuenkirchen)
Neuenkirchen er en administrationsby og kommune i det nordøstlige Tyskland, beliggende i Amt Landhagen i den nordvestlige del af Landkreis Vorpommern-Greifswald. Landkreis Vorpommern-Greifswald ligger i delstaten Mecklenburg-Vorpommern.

## Geografi
Neuenkirchen er beliggende omkring to kilometer nord for Greifswald, nord for floden Ryck ved Greifswalder Bodden.
Bundesstraße B 105 (tidligere B 96) går gennem kommunen. Nærmeste banegård er Greifswald ved jernbanen Angermünde-Stralsund.
I kommunen ligger ud over Neuenkirchen, landsbyerne:
- Kieshof-Ausbau
- Leist I
- Leist II
- Leist III
- Oldenhagen
- Wampen

## Eksterne kilder og henvisninger
- Wikimedia Commons har flere filer relateret til Neuenkirchen (ved Greifswald)
- Kommunens websted
- Befolkningsstatistik (Webside ikke længere tilgængelig)